# Area economica di Bohai
L'area economica di Bohai è l'area economica cinese che include l'area costiera che va da Pechino a Tianjin, includendo le regioni dell'Hebei, del Liaoning e dello Shandong, sul mare di Bohai.

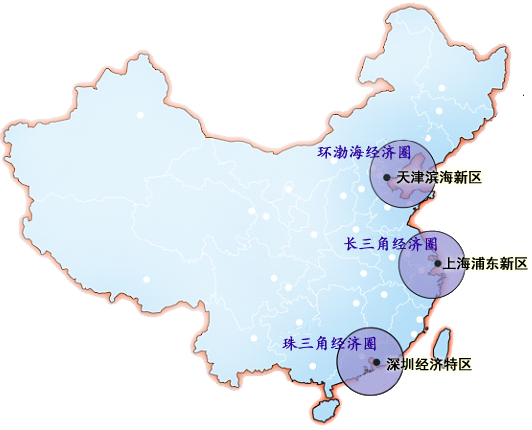
Le tre principali aree economiche della Cina

Questa regione della Cina è andata incontro recentemente a grandi cambiamenti in campo infrastrutturale ed economico ed è in competizione come l'area del Delta del Fiume delle Perle a sud della Cina, e del Delta del fiume Yangtze a oriente.
Tradizionalmente la sua economia vede l'industria pesante e la manifattura.
Ha anche rilevanza nel campo dell'aviazione, della logistica e del trasporto merci.
Pechino ha presente anche una forte industria petrolchimica, il settore dell'educazione dell'industria della Ricerca e sviluppo.
Sono in crescita i settori delle autovetture, elettronica, del software.
Nel mare di Bohai recentemente sono stati scoperti depositi di gas naturale e petrolio.